# حديقة العيون الثلاثة الوطنية
حديقة العيون الثلاثة الوطنية (بالإسبانية: Parque Nacional Los Tres Ojos)‏ هو عبارة عن كهف من الحجر الجيري يبلغ طوله 50 ياردة يقع في منتزه ميرادور ديل إستي في بلدية سانتو دومينغو إستي في جمهورية الدومينيكان. سلسلة من ثلاث بحيرات، أو عيون، يعد الموقع حاليًا أحد أكثر مناطق الجذب السياحي زيارة في البلاد.

## وصلات خارجية
- Los Tres Ojos travel guide